# 다비라 다쓰야
다비라 다쓰야(일본어: 田平 起也, 2001년 5월 10일~)는 일본의 축구 선수이다.

## 구단 경력
그는 2020년 J1리그의 세레소 오사카에 입단했다. 2021년 J3리그의 이와테 그루자 모리오카로 이적했다. 2021년 J3리그 준우승으로 J2리그로 승격했다. 2022년후 J3리그에 강등했다. 2024년 J2리그의 미토 홀리호크로 이적했다. 2024년후 현역 은퇴.